# Somatogyrus humerosus
Somatogyrus humerosus är en snäckart som beskrevs av Walker 1906. Somatogyrus humerosus ingår i släktet Somatogyrus och familjen tusensnäckor. IUCN kategoriserar arten globalt som akut hotad. Inga underarter finns listade i Catalogue of Life.